# King Albert's Book
King Albert's Book, A tribute to the Belgian King and the People from representative men and women throughout the world is een boek dat op kerstdag 1914 werd uitgegeven door de Britse krant The Daily Telegraph ter ondersteuning van het Belgische volk dat even daarvoor betrokken was geraakt in de Eerste Wereldoorlog. Hall Caine, destijds een bekende Engelse schrijver nam de redactie op zich.
Het boek bestaat uit een reeks van bijdragen die allemaal zijn gericht aan de Belgische koning Albert I. Onder de contribuanten zijn de Britse premier Asquith maar ook tal van andere voorname Europeanen. Zo zijn er in het boek prenten opgenomen van schilders als Claude Monet en John Collier. Ook de latere minister-president (toen nog Lord of the Admiralty) Winston Churchill leverde een bijdrage. Er werden ook speciaal voor de gelegenheid gemaakte composities opgenomen, zoals van Claude Debussy.
De opbrengsten van het boek gingen naar het Daily Telegraph Belgium Fund, een fonds dat diende om de Britse inspanningen voor het ontvangen en onderhouden van Belgische vluchtelingen in Groot-Brittannië te ondersteunen. 